# Integrovaný dopravní systém Moravskoslezského kraje
Integrovaný dopravní systém Moravskoslezského kraje (označovaný také ODIS podle dřívějšího názvu „Ostravský dopravní integrovaný systém“) je integrovaný dopravní systém, který se postupně rozvíjí na území Moravskoslezského kraje, vznikl však již před zřízením tohoto kraje. Součástí tohoto systému je Esko. 

## Historie ODIS

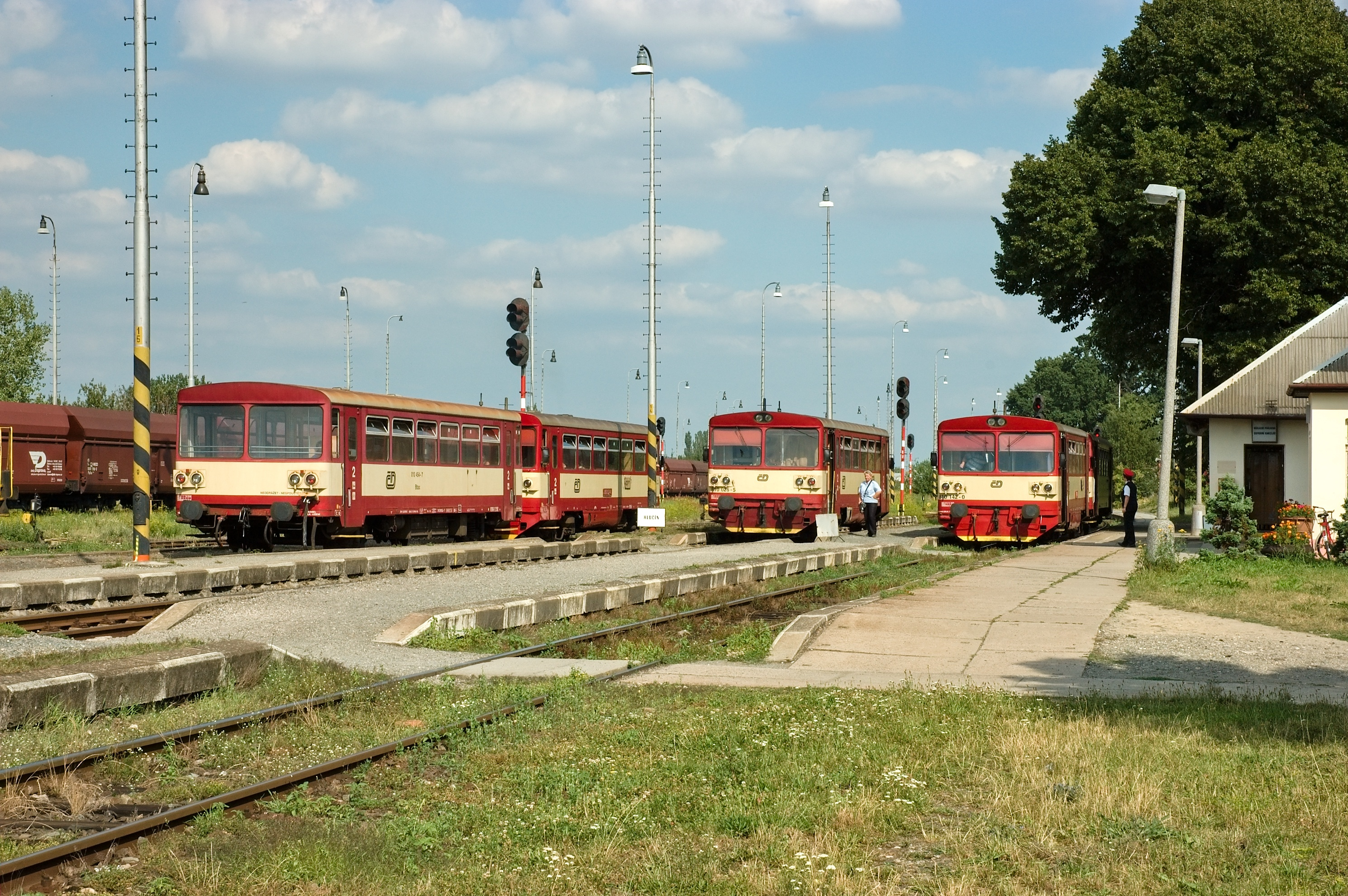
Osobní vlaky, které se sešly ve stanici Kravaře ve Slezsku, byly v ODIS integrovány už v roce 1997

ODIS vznikl k 23. listopadu 1997 z iniciativy města Ostravy a několika obcí a měst v bezprostředním okolí Ostravy a na Hlučínsku (celkem se jednalo o 24 obcí včetně Ostravy). V této první fázi byly v rámci ODIS integrovány všechny tramvajové, autobusové a trolejbusové linky provozované Dopravním podnikem Ostrava, některé autobusové spoje dopravců ČSAD BUS Ostrava (nynější Arriva Morava) a ČSAD Karviná, a také některé vlaky Českých drah.[zdroj?]
Každoročně se pak systém rozrůstal o další oblasti a přibývali i noví dopravci. Významným problémem však bylo rozšiřování ODIS směrem na Karvinsko a Havířovsko, kde ODIS narážel na odpor místních zastupitelstev i zdejších monopolních autobusových dopravců, tehdy patřících do skupiny CIDEM (jedná se o dopravce ČSAD Havířov, ČSAD Karviná a ČSAD Frýdek-Místek, dnes[kdy?] součástí skupiny Transdev). V současné době jsou již spoje těchto dopravců v ODIS integrovány.[zdroj?]
V září 2006 bylo do ODIS zapojeno již celkem 105 měst a obcí s rozlohou 1779 km² a s 735 341 obyvateli. Vedle městské dopravy v Ostravě a části příměstské a regionální dopravy Moravskoslezského kraje je do ODIS kompletně integrována také městská hromadná doprava v Opavě (autobusy a trolejbusy).[zdroj?]

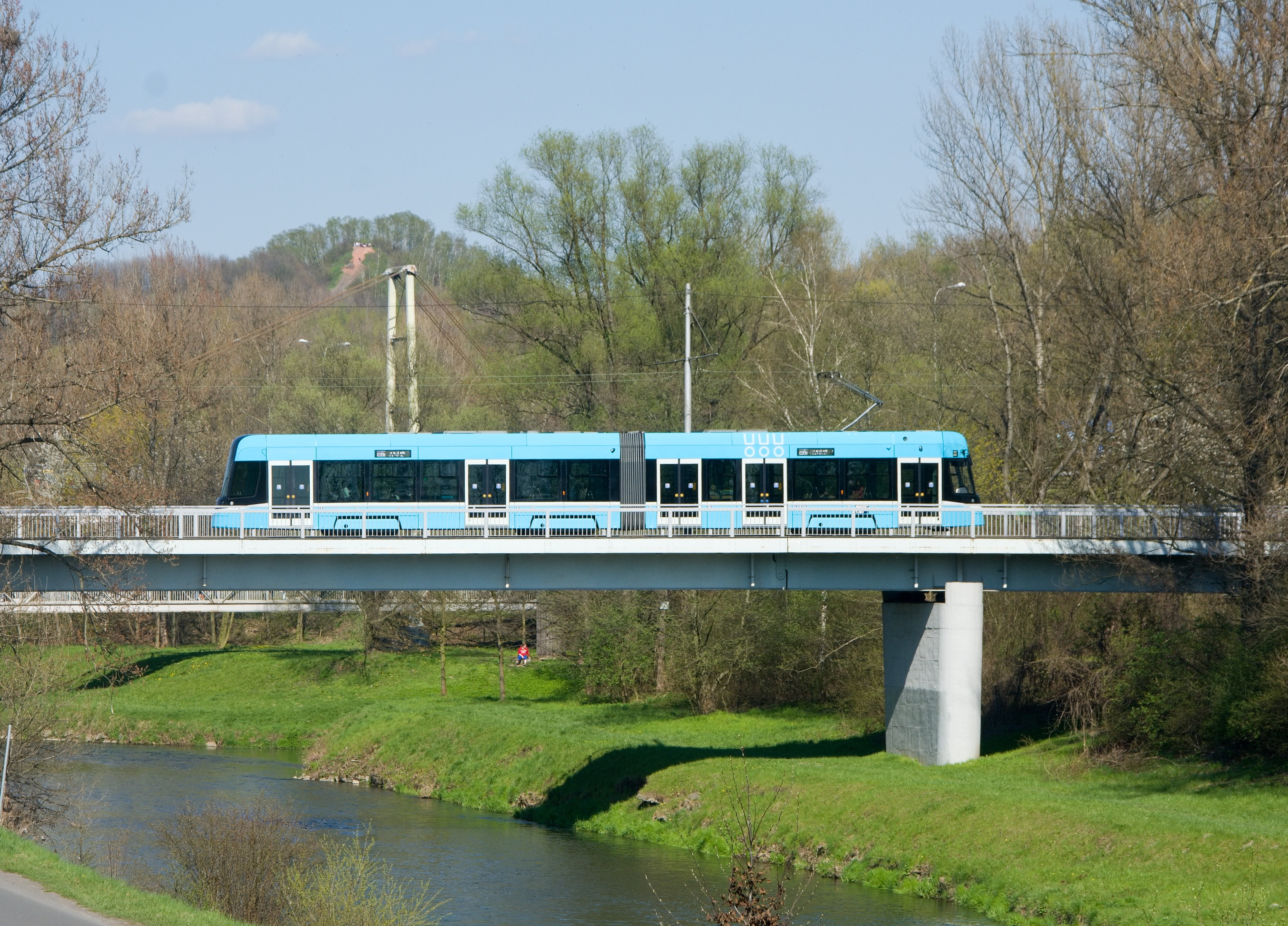
Provoz ostravských tramvají byl do ODIS integrován již od počátku

K dalšímu rozšíření systému došlo k 4. březnu 2007, kdy byla do ODIS zahrnuta významná část Opavska a Vítkovska až po Odry a Bruntál – celkem se jedná o rozšíření o dalších 39 obcí. K 9. prosinci 2007 byl ODIS rozšířen o 31 obcí v oblasti Novojičínsko-západ. K 1. dubnu 2008 proběhlo rozšíření o 10 obcí na Osoblažsku a město Orlová.[zdroj?] Celkově je tak k 25. srpnu 2008 do ODIS integrováno již 186 obcí. K 1. září 2008 došlo k integraci dalších pěti linek dopravce ČSAD Karviná. Významnější změny nastaly s celostátní změnou jízdního řádu 14. prosince 2008, kdy došlo k integraci téměř všech příměstských linek provozovaných ČSAD Karviná a zbývajících dosud neintegrovaných železničních tratí v kraji (s výjimkou tratě 313 provozované dopravcem OKD, Doprava). Změněno bylo také značení vlakových linek, původní traťové značení z řady 900 bylo nahrazeno linkovým značením písmenem S, R nebo V doplněným jedno- nebo dvoumístným číslem. K 8. březnu 2009 došlo k integraci linek MHD Havířov na území města Havířov. K datu změny jízdního řádu 12. 12. 2010 byla zaintegrována trať 313 (linka S17), čímž jsou integrovány všechny tratě na území kraje. K 3. 4. 2011 došlo k integraci linek MHD Český Těšín, MHD Třinec a meziměstských linek v oblasti Třinecka a Jablunkovska. K 1. 1. 2015 došlo k integraci meziměstských linek provozovaných dopravcem ČSAD Frýdek-Místek. K dni 13. 12. 2015 se k ODISu připojil dopravce ČSAD Vsetín, který nahradil dopravce ARRIVA MORAVA na linkách v oblasti Třinecka a Jablunkovska. Od 11. 12. 2016 provozuje dopravu v oblasti Českotěšínska dopravce ČSAD Havířov.  Od 10. 6. 2018 jsou oblasti Karvinska a Orlovska provozovány dopravcem ČSAD Karviná na základě nové smlouvy.  Samozřejmostí je i zde možnost platby bezkontaktní platební kartou nebo bezplatného připojení k WiFi, která by se měla brzy díky novým tendrům rozšířit do celého kraje. Na základě těchto tendrů byli k provozu od 10. 12. 2018 vybráni následující dopravci:
| oblast              | dopravce           |
| ------------------- | ------------------ |
| Bruntálsko          | Transdev Morava    |
| Krnovsko            | Transdev Morava    |
| Novojičínsko východ | Z-Group bus a.s.   |
| Novojičínsko západ  | Transdev Morava    |
| Opavsko             | Z-Group bus a.s.   |
| Rýmařovsko          | Transdev Morava    |
| Vítkovsko           | Z-Group bus a.s.   |
| Frýdecko-Místecko   | ČSAD Frýdek-Místek |
| Bílovecko           | Transdev Morava    |
| Frýdlantsko         | ČSAD Frýdek-Místek |
| Karvinsko           | ČSAD Karviná       |
| Orlovsko            | ČSAD Karviná       |
| Hlučínsko           | ČSAD Havířov       |
| Havířovsko          | ČSAD Havířov       |

Vzhledem k pozdnímu podpisu některých smluv byl začátek provozu v některých oblastech odsunut až na červen 2019, na Hlučínsku pak na červen 2020. Do té doby jsou uzavřeny smlouvy na „překlenovací“ období s původními dopravci. Jde o oblasti Opavsko, Vítkovsko, Frýdecko-Místecko, Bílovecko a Hlučínsko. Od roku 2025 je v oblasti Slezské Harty do ODIS zaintegrována i lodní linka v rámci toho byly pro lepší návaznost upraveny jízdní řady místních autobusových linek.
Od roku 2013 měl ODIS i svůj autobus Solaris Urbino 8,9, který slouží k propagaci cestování veřejnou dopravou na školách.[zdroj?]

## ODISka
ODISka je jednotný standard, podle něhož většina dopravců v rámci ODIS vydává nebo bude vydávat své vlastní čipové karty. Standard umožňuje použitelnost karty pro předplatné i jednotlivé jízdné v rámci ODIS a ve vymezených případech po celé ČR. Základem byla e-karta, kterou od 1. února 2011 vydával Dopravní podnik města Ostravy a která zpočátku byla použitelná pouze pro předplatní časové kupóny platné pouze ve vozidlech DPO. Od 1. března 2012 byla možnost použití rozšířena i na autobusové linky dopravců ARRIVA MORAVA, TQM a Radovan Maxner. Od 17. září 2012 platí karta i ve vlacích zařazených do ODIS a kupóny začaly být na karty nahrávány ve všech železničních pokladnách v rámci ODIS. V současné době kromě Dopravního podniku Ostrava vydává ODISku i Městský dopravní podnik Opava, ARRIVA MORAVA, Trasdev Morava, ČSAD Vsetín, ČSAD Karviná, ČSAD Havířov a ČSAD Frýdek-Místek. Bez ohledu na vydavatele jsou všechny ODISky vzájemně uznávány všemi dopravci ODIS. Z elektronické peněženky ODISky je možné platit jednotlivé i krátkodobé časové jízdné. České dráhy rovněž do ODISky umožňují bezplatně nahrát tzv. Kartu ČD, které umožňuje z velké části nahradit IN kartu, tak je možné v rámci ČD s ODISkou cestovat rovněž po celé ČR, včetně objednání si jízdenky přímo z pohodlí domova, bez nutnosti jejího vytištění či čekání ve frontě u pokladny ČD. V současnosti je možné ODISku použít u všech dopravců zařazených v ODIS. Na začátku září 2018 bylo evidováno již 400 000 ODISek. Koncem roku 2019 KODIS plánuje zavedení tzv. ODISky NG (New Generation), která umožní např. použití v PID (integrace Lítačky) nebo v budoucnu použití u ČD v rámci celé ČR. ODISka NG bude také volitelně použita jako alternativa ISIC u vybraných škol.  Vydavatelem ODISky NG bude Koordinátor ODIS. 

## Moderní technologie

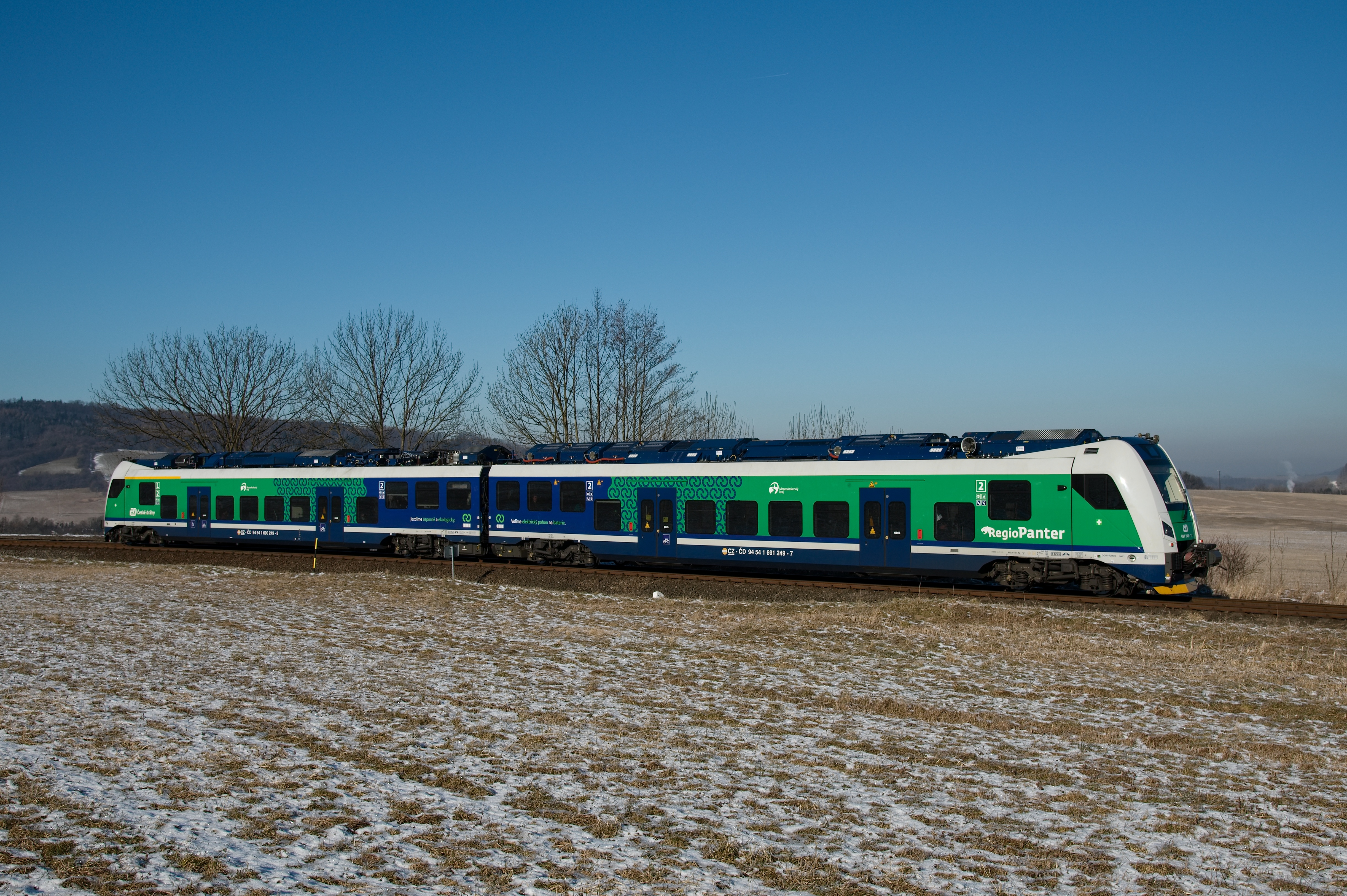
Od roku 2024 jsou na neelektrizovaných železničních tratích v rámci ODIS provozovány bateriové soupravy

V posledních letech[kdy?] se Moravskoslezský kraj společně s ODIS snaží kromě zvýšení komfortu (WiFi, klimatizace, USB nabíječky, chytrý informační systém) i o snížení dopadu veřejné dopravy na životní prostředí. Kromě vytyčení cílů jako je 100% podíl autobusů s alternativním pohonem (elektro, CNG) na Ostravsku do roku 2020 se jedná i o zavádění vozidel s pohonem na vodík. Ve zkušebním provozu má být zprovozněna plnička na Hranečníku, kde budou tankovat autobusy dopravců Dopravní podnik Ostrava a ČSAD Havířov. Nejnovější[kdy?] zprávy kraje říkají, že se má v pilotním provozu jednat o 10 vozidel v oblasti Karvinska.
Již v roce 2018 byly na území celého kraje byly umístěny moderní odjezdové tabule, které ukazují aktuální čas odjezdu včetně případného zpoždění spoje. Mimo to jsou pro dopravce vybrané ve veřejných zakázkách závazné nové Technické a provozní standardy ODIS, které zajišťují potřebný komfort dopravy 21. století. Zahrnují kompletní specifikaci vozidel, počínaje informačním systémem (dynamické odjezdové tabule ve vozidlech) a konče klimatizací nebo např. sedačkami pro cestující. Samozřejmostí je i moderní dispečink, který sleduje pohyb vozidel na území kraje.[zdroj?]
V roce 2020 byla spuštěna mobilní aplikace „Můj ODIS“ umožňující odbavení QR kódem, vyhledání spojení či on-line informace o odjezdech ze zastávky. Mimo to bude také zaveden tzv. autocapping i na příměstských linkách, pilotně u ČSAD Havířov (optimalizace ceny jízdného, zastropování ceny 24h jízdenky).[zdroj?]

## Dopravci v ODIS
V rámci ODIS nyní působili na počátku roku 2024 následující dopravci:
- Arriva autobusy
- České dráhy
- Dopravní podnik Ostrava
- GW Train Regio
- MBM rail
- Městský dopravní podnik Opava
- RegioJet
- TQM - holding
- Transdev Morava
- Transdev Slezsko
- Vojtila Trans
- Z-Group bus
- ČSAD BUS Uherské Hradiště